# Bruhathkayosaurus
Bruhathkayosaurus (/[invalid input: 'icon']bruːˌhæθkeɪ.[invalid input: 'ɵ']ˈsɔːrəs/; có nghĩa là "thằn lằn rất lớn") có thể là loài khủng long lớn nhất từng sống trên trái đất. Tuy nhiên, tính chính xác của tuyên bố này đã bị sa lầy trong tranh cãi. Tất cả ước tính này được dựa trên báo cáo của Yadagiri và Ayyasami năm 1989 sau khi công bố việc phát hiện ra hóa thạch của loài này.
Các tác giả ban đầu phân loại loài này vào nhóm Khủng long chân thú, một thành viên của một nhóm đi đứng bằng hai chân, chủ yếu các loài trong nhóm này đều là loài ăn thịt, bao gồm cả khủng long bạo chúa (Tyrannosaurus), nhưng một số ý kiến chưa được công bố đầu năm 1995 vẫn cho rằng loài này thực sự thuộc về nhóm Khủng long chân thằn lằn (cũng có thể là giống Titanosaurus), một thành viên của một nhóm khác nhau đi đứng bằng bốn chân, đều là loài khủng long ăn cỏ có cổ và đuôi rất dài. Trong năm 2006, tài liệu tham khảo về Bruhathkayosaurus đầu tiên công bố khi Sauropoda xuất hiện trong một cuộc khảo sát về động vật có xương sống Malagasy của David Krause cùng các đồng nghiệp.
Cho đến khi những gì còn lại được mô tả, việc loài khủng long này được gán vào chi nào hay các ước tính về kích thước của nó mới có thể được sáng tỏ.

## Khám phá
Bruhathkayosaurus được tìm thấy gần mũi cực nam của Ấn Độ, ở quận Tiruchirappalli, bang Tamil Nadu, phía đông bắc của làng Kallamedu. Nó đã được phục hồi từ loại đá nằm trên hệ địa chất Kallemedu, vào giai đoạn bậc Maastrichtian thời kỳ cuối kỷ Phấn Trắng. Nó sống vào cuối đại địa chất Đại trung sinh, cách đây khoảng 70 triệu năm. Các mẫu vật hóa thạch bao gồm xương hông (xương hông và đốt háng), một phần của xương ống chân (xương đùi), một xương ống chân (xương chày), cẳng tay (xương quay) và xương đuôi (một phần của đốt xương sống). Những mẫu vật này đã được phân loại vào nhóm Carnosaur. Cái tên Bruhathkayosaurus có nguồn gốc từ bruhath (phiên âm tiếng Phạn bṛhat बृहत्, 'rất lớn, nặng') và kāya (काय 'cơ thể '), cộng với sauros (thằn lằn) trong tiếng Hy Lạp.

## Phân loại
Loài duy nhất được biết đến trong chi Bruhathkayosaurus là Bruhathkayosaurus matleyi. Loài này được biết đến bằng các mẫu GSI PAL/SR/20 chuẩn đầu tiên, được mô tả bởi Yadagiri và Ayyasami trong năm 1989 (không phải là năm 1987 như một số nguồn tin đã cho biết). Ban đầu nó được phân loại vào nhóm Carnosaur (như Allosaurus), từ một họ không được xếp hạng (incertae sedis). Sau đó nó được công nhận là một loài trong hóm Sauropod.
Việc công bố ban đầu được mô tả rất ít trong cách chẩn đoán các đặc tính và chỉ được hỗ trợ bởi một vài bản vẽ. Điều này đã dẫn đến suy đoán rằng mẫu vật này có thể là gỗ hóa thành đá chứ không phải là bộ xương thực sự, giống như những phát hiện ban đầu về Sauroposeidon khi những người khám phá cũng tin rằng đây chỉ là một hóa thạch của một thân cây cổ đại.

## Kích thước

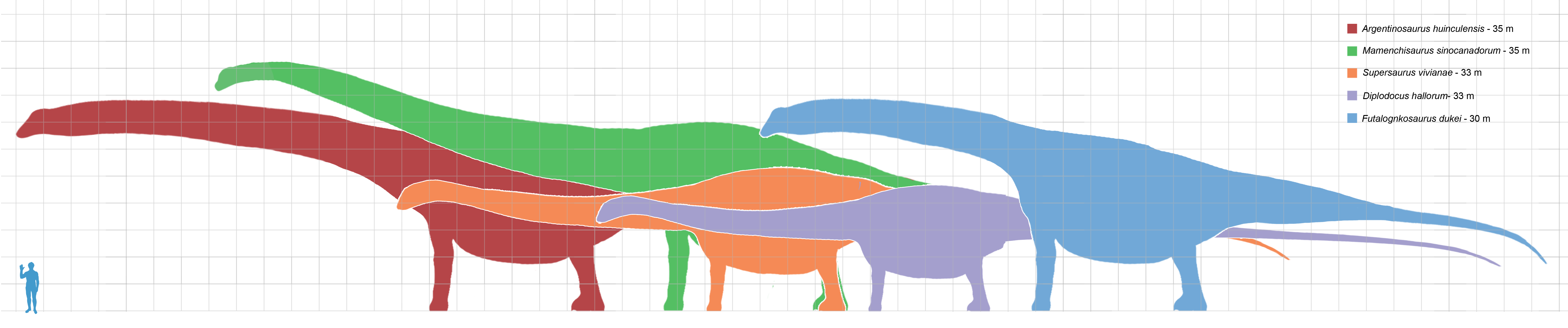
So sánh kích thước những con khủng long lớn nhất, Bruhathkayosaurus trong màu xám

Theo các mô tả đã được công bố, xương ống chân (xương chày) của Bruhathkayosaurus là 2 m (6,6 ft) dài. Lớn hơn so với xương chày của Argentinosaurus tới 29%, khi xương chày loài này chỉ có 1,55 m (5,08 ft). So sánh các xương chân trước đều cho ra kết quả tương tự. Trong khi mẫu vật xương cánh tay của Bruhathkayosaurus không được đầy đủ nên rất khó phán đoán chính xác, ước tính chiều dài là 2,34 m (7,68 ft). Lớn hơn 30% so với xương cánh tay của Argentinosaurus, khi loài này chỉ dài có 1,81 m (5,94 ft).
Không có ước tính kích thước tổng thể của Bruhathkayosaurus nào được công bố, nhưng các nhà cổ sinh vật học và các nhà nghiên cứu đã gửi những dự toán lên Internet. Ước tính ban đầu của Mickey Mortimer cho rằng chiều dài của Bruhathkayosaurus có thể đã đạt đến 40–44 m (130–145 ft) và cân nặng 175-220 tấn. Tuy nhiên, Mortimer đã rút lại những ước tính của mình ngay sau đó, ông giảm chiều dài ước tính của ông về Bruhathkayosaurus xuống còn 28–34 m (90–110 ft), tuy nhiên ông đã từ chối việc phán đoán trọng lượng, vì có thể không chính xác. Trong một bài viết năm 2008, trên blog Sauropod Vertebra Picture of the Week, nhà cổ sinh vật học Matt Wedel đã tính trọng lương của Bruhathkayosaurus bằng cách so sánh với Argentinosaurus và đưa ra kết quả rằng, trọng lượng của Bruhathkayosaurus có thể lên đến 139 tấn.
Theo so sánh, chiều dài giống thằn lằn hộ Argentinosaurus có thể đến 34,6 m (114 ft), và nặng 80-100 tấn. Một loài Titanosaurus, Paralititan, chiều dài có lẽ là 31,9 m (105 ft) và cân nặng 65-80 tấn. Tất cả những con Sauropod khác chỉ được biết đến từ một phần rời rạc, vì thế ước tính kích thước không chắc chắn. Chẳng hạn như Amphicoelias, theo ước tính, đây là loài khủng long lớn nhất từ trước đến nay, chiều dài của nó từ 40 đến 60 mét (130 đến 200 ft), và có khối lượng lên đến 122 tấn, nhưng hóa thạch duy nhất của chúng đã biến mất. Chiều dài được tính bằng cách so sánh những đoạn xương hiện có với xương của những loài khủng long tương tự, thường được so sánh với những bộ xương hoàn chỉnh. Tuy nhiên, phép ngoại suy không bao giờ có thể đoán được chính xác độ dài của đuôi. Việc xác định khối lượng thậm chí còn khó khăn hơn, bởi vì ít bằng chứng về các mô mềm tồn tại trong các mẫu hóa thạch. Ngoài ra, nhân rộng kích thước thực tế được dựa trên giả định rằng tỷ lệ cơ thể đều giống nhau, mà không nhất thiết phải là trường hợp. Đặc biệt, tỷ lệ của nhóm Titanosaur ít khi được biết đến, do nhiều giới hạn của tầng mẫu vật hoàn chỉnh.
Nếu kích thước dự đoán của Bruhathkayosaurus chính xác, loài động vật khác gần kích thước của nó sẽ là cá voi xanh. Chiều dài một con cá voi xanh trưởng thành có thể đạt đến 30 m (98 ft), ngắn hơn hơn Bruhathkayosaurus một chút, nhưng kỷ lục của Cá voi xanh là cân nặng đạt tới 176 tấn,, con lớn nhất nặng tới 195 tấn, mà có lẽ chúng nặng hơn Bruhathkayosaurus nhiều.
Trong số các loài khủng long, chỉ có một mẫu vật ít được biết đến có thể bằng hoặc vượt quá kích thước Bruhathkayosaurus. Loài Amphicoelias fragillimus của Edward Drinker Cope, chiều dài đạt 56–62 m (185–200 ft), nhưng nó là một Diplodocid mảnh khảnh, trọng lượng chỉ có 122 tấn. Tuy nhiên, những mẫu xương được phát hiện (một đốt xương sống lớn) hiện đang mất tích, và chỉ có duy nhất một bản mô tả và bản vẽ của mẫu vật còn tồn tại.